# Lubostroń (gromada)
Lubostroń – dawna gromada, czyli najmniejsza jednostka podziału terytorialnego Polskiej Rzeczypospolitej Ludowej w latach 1954–1972.
Gromady, z gromadzkimi radami narodowymi (GRN) jako organami władzy najniższego stopnia na wsi, funkcjonowały od reformy reorganizującej administrację wiejską przeprowadzonej jesienią 1954 do momentu ich zniesienia z dniem 1 stycznia 1973, tym samym wypierając organizację gminną w latach 1954–1972.
Gromadę Lubostroń z siedzibą GRN w Lubostroniuie utworzono – jako jedną z 8759 gromad na obszarze Polski – w powiecie szubińskim w woj. bydgoskim, na mocy uchwały nr 24/13 WRN w Bydgoszczy z dnia 5 października 1954. W skład jednostki weszły obszary dotychczasowych gromad: Lubostroń i Oporowo ze zniesionej gminy Łabiszyn, Młodocin i Pturek ze zniesionej gminy Barcin oraz Załachowo i Obielewo (bez wsi Jabłówko) ze zniesionej gminy Chomętowo w tymże powiecie. Dla gromady ustalono 23 członków gromadzkiej rady narodowej.
Gromadę zniesiono 31 grudnia 1959, a jej obszar włączono do gromad Łabiszyn (wsie Lubostroń, Obielewo, Oporowo, Załachowo i Zdziersko, miejscowości Załachówko, Smerzynek, Oporówek i Kłodzin oraz leśnictwa Lubostroń i Zdziersko) i Barcin (wsie Młodocin i Pturek oraz miejscowość Młodocinek) w tymże powiecie.